# Luis de Benavides Carrillo
Pour les articles homonymes, voir Benavides et Carrillo.
Luis de Benavides Carrillo, marquis de Caracena (Valence, 20 septembre 1608 - Madrid, 6 janvier 1668), était un général espagnol du XVIIe siècle.

## Biographie
Luis de Benavides Carrillo fut gouverneur du duché de Milan de 1648 à 1656 et gouverneur des Pays-Bas espagnols de 1659 à 1664. L'armée qu'il commandait lors de l'invasion du Portugal en 1665 fut vaincue à la bataille de Montes Claros le 17 juin 1665, défaite qui conduisit à sa disgrâce.

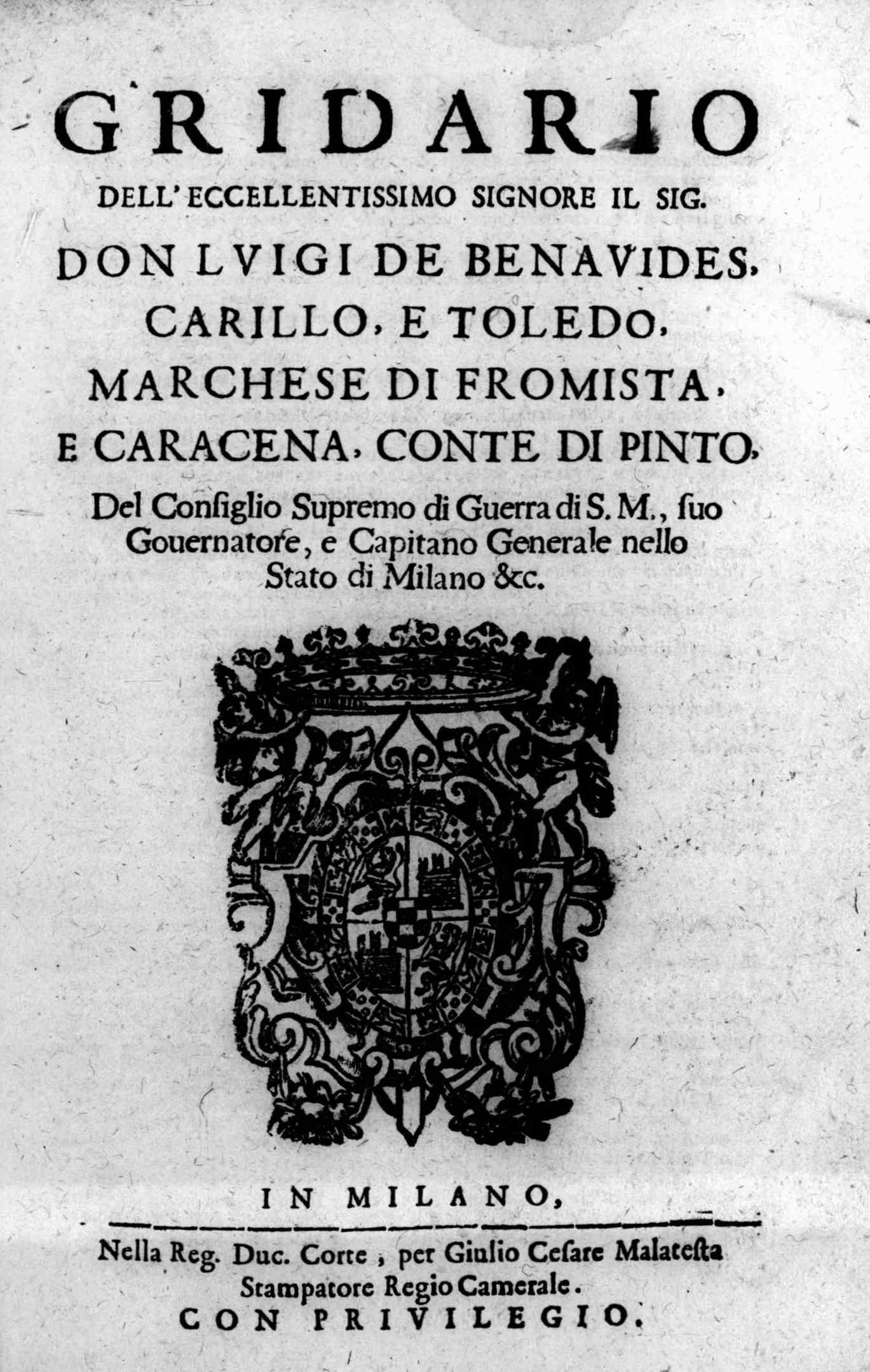
Gridario, Milan 1650